# Григорцево (Большесельский район)
Григорцево — деревня в Большесельском сельском поселении Большесельского района Ярославской области.

## Население
По данным статистического сборника «Сельские населенные пункты Ярославской области на 1 января 2007 года», в деревне Григорцево не числится постоянных жителей.

## География
Деревня расположена в центральной части района. Она стоит на левом южном берегу реки Юхоть, в 1 км выше по течению Нового села. Деревня находится на небольшом расстоянии от реки, отделённая от неё узкой полосой леса. На расстоянии около 1 км к востоку от Григорцево стоит деревня Легково. Вокруг Григорцово и Легково имеется небольшое поле, окружённое лесом.